# OBH-Gruppen Rådgivende Ingeniører A/S
OBH-Gruppen A/S er en danskejet rådgivende ingeniørvirksomhed med hovedkontor i Odense. Virksomhedens primære arbejdsområde er ingeniørrådgivning til byggeri og også huseftersyn med udarbejdelse af tilstandsrapporter, eleftersyn og energimærkning.
Virksomhedens rådgivning gælder renovering, energi, byggeteknisk miljørådgivning, arbejdsmiljø og indeklima. Totalt beskæftiges ca. 200 medarbejdere, som fordeler sig på ingeniører, bygningskonstruktører, biologer, økonomer, løsøretaksatorer, bygningstaksatorer, arbejdsmiljørådgivere og bygningssagkyndige.
OBH-Gruppen A/S består af to datterselskaber og forretningsområder:
- OBH Ingeniørservice A/S
- OBH Rådgivende Ingeniører A/S

## Virksomheden OBH-Gruppen A/S
OBH-Gruppen var i 2012 placeret som nr. 16 på Svensk Teknik och Designs "Sector Review" over de 100 største ingeniørvirksomheder i Danmark. Blandt de 300 største ingeniørvirksomheder i Europa er OBH-Gruppen repræsenteret som nr. 255.
OBH-Gruppen er blevet tildelt Børsens Gazellepris i årene: 1999, 2001, 2004 og 2005. Derudover har virksomheden været nomineret i den fynske finale i Ernst & Youngs 'Entrepreneur of The Year' i årene 2004, 2005, 2006 og 2007.

## Historie[5]
Firmaet blev stiftet som O. Brandt Hansen A/S i 1964 af ingeniøren Ove Brandt Hansen. Siden har firmaet skiftet navn, og virksomhedsstrukturen har været under forandring, jf. oversigten nedenfor:
- 1964-1965: Ingeniør Ove Brandt Hansen starter ingeniørfirmaet O. Brandt Hansen A/S i Ringe.
- 1983: O. Brandt Hansen A/S ændres til medarbejderejet aktieselskab og får navnet O. Brandt Hansen & Co. A/S.
- 1992: Børge Danielsen bliver direktør for O. Brandt Hansen & Co A/S.
- 1996: OBH Ingeniørservice A/S begynder som den første ingeniørvirksomhed i landet at udarbejde tilstandsrapporter.
- 1997: OBH Ingeniørservice A/S begynder at udarbejde energimærker.
- 2003: Ny selskabsstruktur med dannelsen af OBH-Gruppen A/S som moderselskab for OBH Rådgivende Ingeniører A/S og OBH Ingeniørservice A/S.
- 2007: OBH bliver autoriseret arbejdsmiljørådgiver.
- 2008: OBH miljø og indeklima bliver startet med eget laboratorium.
- 2009: OBH introducerer DNA-test af bygninger til undersøgelse for fugt og skimmelsvamp[6].
- 2011: Ingeniør Carsten Gregersen bliver udnævnt til direktør for OBH Rådgivende Ingeniører A/S.

## Projekter
Virksomhedens aktiviteter inden for det offentlige og private kan opdeles i byggeri, energirådgivning samt energimærkning:
Byggeri…
- Nybygning for IKEA i Odense (2009) og Aalborg (2010). Om- og nybygning af IKEA i Taastrup (2011)
- Vestas Ringkøbing (2007-2008)
- Nybyggeri og ombygning af Fænø Gods (2008)
- Aalborg Lufthavn (2009)
- Restaurering af herregården Nørre Vosborg (2009)
- Nybygning for Maersk Training A/S i Svendborg (2012)
- Nyt domicil for Kokken og Jomfruen (2012)
- Nespressos butikker i hele Skandinavien (2013)

Energirådgivning…
- ESCO-projekt i Halsnæs Kommune (2010)
- Danmarks største ESCO-projekt i Helsingør Kommune (2012)
- ESCO-projekt i Brønderslev Kommune (2013)

Energimærkning…
- Boligkontoret Danmark, ca. 430.000 m2 (2008-2013)
- ATP ejendommes bygninger, ca. 450.000 m2 (2008-2013)
- Forsvarets Bygnings- og Etablissementstjeneste (FBE): Forsvarets bygninger, ca. 105.000 m2 (2009)
- Fredericia Kommune, ca. 252.000 m2 (2009)
- Helsingør Kommune, ca. 200.000 m2 (2009-2010)
- Aabenraa Kommune, ca. 150.000 m2 (2009-2010)
- Bygningsstyrelsen (BYGST): Universiteterne i Danmark, ca. 1.200.000 m2 (2010-2011)
- Slagelse Boligselskab, ca. 120.000 m2 (2011)

## Ekstern henvisning
Officielt websted